# Lore-Bauer-Halle

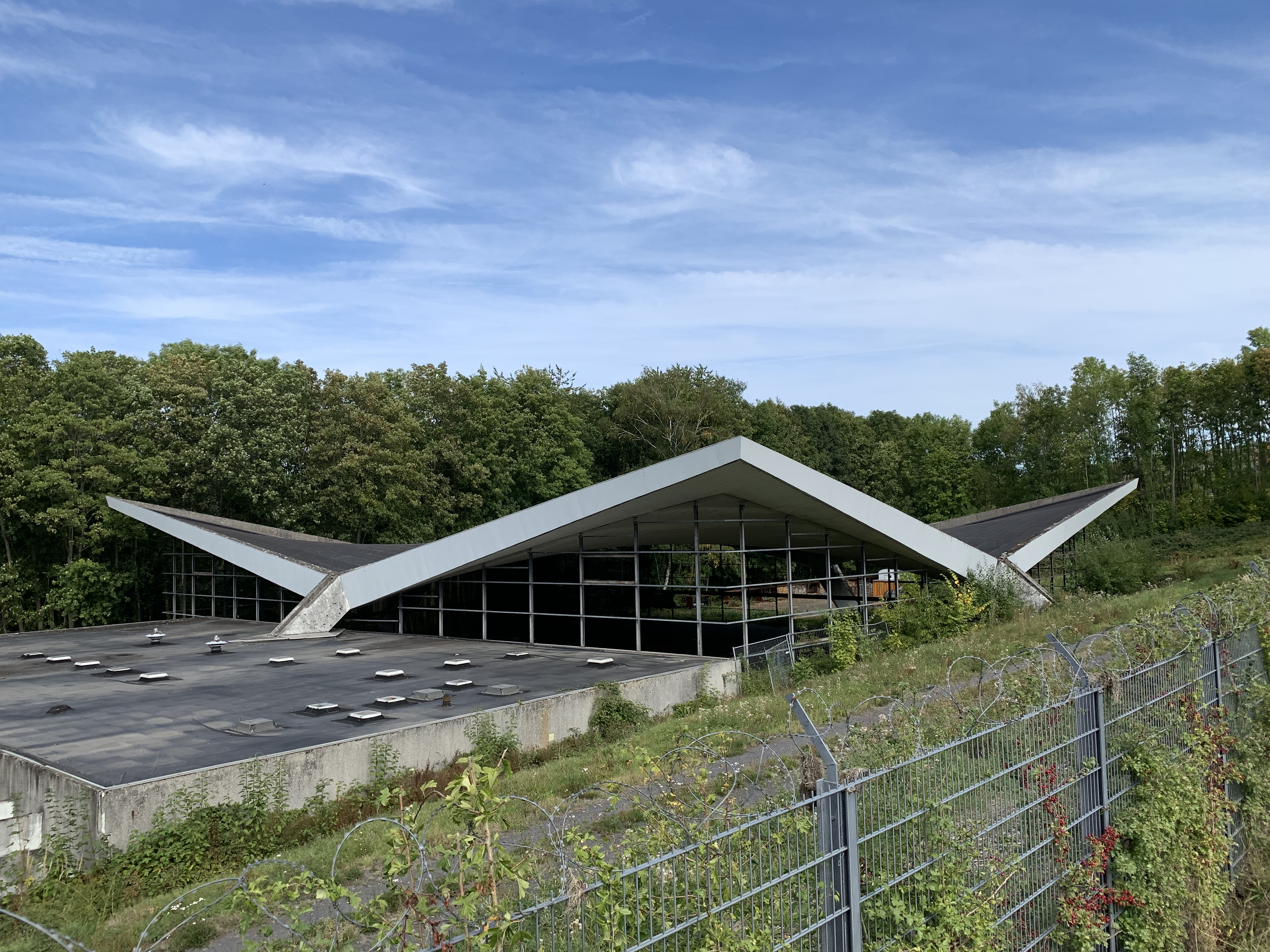
Straßenansicht der Halle (2019)

Die Lore-Bauer-Halle an der Escher Straße/L 3023 im hessischen Idstein ist eine unter Denkmalschutz stehende, ehemalige Veranstaltungs- bzw. Tennishalle.
Der von dem Idsteiner Architekten Richard Bauer in den Jahren 1970/71 geplante und 1972/73 realisierte Bau wurde nach dessen Frau benannt. Richard Bauer war ein Schüler des Darmstädter Hochschullehrers Ernst Neufert und bereits am Bau der Wasserbauhalle in Darmstadt beteiligt. Ein Entwurf für ein
Hallenschwimmbad war durch die Stadt Idstein noch abgelehnt worden. Mit der Lore-Bauer-Halle schuf Richard Bauer eine kühne, zeittypische Konstruktion.

## Konstruktion
Die Konstruktion besteht aus vier acht Zentimeter dicken, gleichseitigen, gegeneinander gelehnten und vorgespannten Hyparschalen, die eine Grundfläche von 40 m × 40 m überspannen. Jeweils zwei gegenüber liegende Fundamentpunkte werden durch ein Zugband stabilisiert. In westlicher, der Kernstadt zugewandten Richtung finden sich niedrige, flache Funktionsräume und eine Hausmeisterwohnung vor der Halle.
Die Form des hyperbolischen Paraboloids wurde in Deutschland nur vereinzelt realisiert. Beispiele sind die Friedrich-Ebert-Halle in Ludwigshafen, die Alsterschwimmhalle und die St. Hildegard-Kirche in Limburg an der Lahn. Prominente Vertreter derartiger Planungen waren Félix Candela und Antonio Gaudi.

## Nutzung
Anfänglich fanden in der Lore-Bauer-Halle Großveranstaltungen statt, wie „Zum Blauen Bock“ von Heinz Schenk oder „Das aktuelle Sportstudio“ mit Harry Valérien. Vor dem Hintergrund der unvorteilhaften Lage am Stadtrand gegenüber dem jüdischen Friedhof wurde seitens der Stadt später allerdings nur eine Nutzung als Tennishalle genehmigt.
Als auch diese Phase der Nutzung vorbei war, gab es durch Investoren einen Versuch, ein Bordell in der Halle einzurichten. Dieser Versuch scheiterte jedoch am massiven Widerstand der Anwohner. Auch eine Nutzung als Ausstellungs- und Verkaufsfläche für KFZ wurde erwogen.
2011 und 2015 kam es zu mehreren Bränden in unterschiedlichen Teilen des Gebäudes.
Seit einigen Jahren ist Achim Bücher, der Sohn des Immobilieninvestors Dietmar Bücher, Besitzer der Lore-Bauer-Halle. Angeblich werden weiter Gespräche mit potenziellen künftigen Nutzern geführt.